# Tensore degli sforzi di Maxwell
In elettrodinamica, il tensore degli sforzi di Maxwell è un tensore il cui flusso rappresenta la variazione di quantità di moto di un campo elettromagnetico per unità di tempo.
In relatività ristretta il tensore degli sforzi di Maxwell viene generalizzato dal tensore degli sforzi elettromagnetico, che è il tensore energia impulso associato al campo elettromagnetico.

## Definizione
Il tensore degli sforzi di Maxwell è il tensore degli sforzi associato al campo elettromagnetico, che nel sistema internazionale di unità di misura è definito come:
{\displaystyle T_{ij}=\varepsilon _{0}E_{i}E_{j}+{\frac {1}{\mu _{0}}}B_{i}B_{j}-{\frac {1}{2}}{\bigl (}{\varepsilon _{0}E^{2}+{\tfrac {1}{\mu _{0}}}B^{2}}{\bigr )}\delta _{ij}}
dove {\displaystyle \varepsilon _{0}} è la costante dielettrica, {\displaystyle \mu _{0}} la permeabilità magnetica, {\displaystyle \mathbf {E} } il campo elettrico, {\displaystyle \mathbf {B} } il campo magnetico e {\displaystyle \delta _{ij}} la delta di Kronecker.
Nel sistema CGS è dato da:
{\displaystyle T_{ij}={\frac {1}{4\pi }}\left(E_{i}E_{j}+H_{i}H_{j}-{\frac {1}{2}}(E^{2}+H^{2})\delta _{ij}\right)}
dove {\displaystyle \mathbf {H} } è il campo magnetico nella materia.
In modo equivalente, il tensore degli sforzi di Maxwell può essere scritto come:
{\displaystyle {\overset {\leftrightarrow }{\mathbf {T} }}={\frac {1}{4\pi }}\left[\mathbf {E} \otimes \mathbf {E} +\mathbf {H} \otimes \mathbf {H} -{\frac {E^{2}+H^{2}}{2}}(\mathbf {\hat {x}} \otimes \mathbf {\hat {x}} +\mathbf {\hat {y}} \otimes \mathbf {\hat {y}} +\mathbf {\hat {z}} \otimes \mathbf {\hat {z}} )\right]}
dove {\displaystyle \otimes } è il prodotto fra tensori.

## Derivazione
La forza di Lorentz ha la forma:
{\displaystyle \mathbf {F} =q(\mathbf {E} +\mathbf {v} \times \mathbf {B} )}
Data una distribuzione di carica elettrica, l'entità della forza di Lorentz per unità di volume è data da:
{\displaystyle \mathbf {f} =\rho \mathbf {E} +\mathbf {J} \times \mathbf {B} }
Attraverso le equazioni di Maxwell è possibile scrivere le sorgenti {\displaystyle \rho } e {\displaystyle \mathbf {J} } in funzione dei campi {\displaystyle \mathbf {E} } e {\displaystyle \mathbf {B} }:
{\displaystyle \mathbf {f} =\varepsilon _{0}\left({\boldsymbol {\nabla }}\cdot \mathbf {E} \right)\mathbf {E} +{\frac {1}{\mu _{0}}}\left({\boldsymbol {\nabla }}\times \mathbf {B} \right)\times \mathbf {B} -\varepsilon _{0}{\frac {\partial \mathbf {E} }{\partial t}}\times \mathbf {B} \,}
La derivata temporale può essere scritta in modo da evidenziare il vettore di Poynting {\displaystyle \mathbf {S} }:
{\displaystyle \mathbf {S} ={\frac {1}{\mu _{0}}}\mathbf {E} \times \mathbf {B} }
Utilizzando la regola di Leibniz e la legge di Faraday si ottiene:
{\displaystyle {\frac {\partial }{\partial t}}(\mathbf {E} \times \mathbf {B} )={\frac {\partial \mathbf {E} }{\partial t}}\times \mathbf {B} +\mathbf {E} \times {\frac {\partial \mathbf {B} }{\partial t}}={\frac {\partial \mathbf {E} }{\partial t}}\times \mathbf {B} -\mathbf {E} \times ({\boldsymbol {\nabla }}\times \mathbf {E} )}
Scrivendo {\displaystyle \mathbf {f} } come:
{\displaystyle \mathbf {f} =\varepsilon _{0}\left({\boldsymbol {\nabla }}\cdot \mathbf {E} \right)\mathbf {E} +{\frac {1}{\mu _{0}}}\left({\boldsymbol {\nabla }}\times \mathbf {B} \right)\times \mathbf {B} -\varepsilon _{0}{\frac {\partial }{\partial t}}\left(\mathbf {E} \times \mathbf {B} \right)-\varepsilon _{0}\mathbf {E} \times ({\boldsymbol {\nabla }}\times \mathbf {E} )}
e raggruppando i termini contenenti {\displaystyle \mathbf {E} } e {\displaystyle \mathbf {B} }, si ha:
{\displaystyle \mathbf {f} =\varepsilon _{0}\left[({\boldsymbol {\nabla }}\cdot \mathbf {E} )\mathbf {E} -\mathbf {E} \times ({\boldsymbol {\nabla }}\times \mathbf {E} )\right]+{\frac {1}{\mu _{0}}}\left[-\mathbf {B} \times \left({\boldsymbol {\nabla }}\times \mathbf {B} \right)\right]-\varepsilon _{0}{\frac {\partial }{\partial t}}\left(\mathbf {E} \times \mathbf {B} \right)}
Per ottenere un'espressione "simmetrica" in {\displaystyle \mathbf {E} ,\mathbf {B} } si somma il termine nullo {\displaystyle {\frac {1}{\mu _{0}}}({\boldsymbol {\nabla }}\cdot \mathbf {B} )\mathbf {B} }:
{\displaystyle \mathbf {f} =\varepsilon _{0}\left[({\boldsymbol {\nabla }}\cdot \mathbf {E} )\mathbf {E} -\mathbf {E} \times ({\boldsymbol {\nabla }}\times \mathbf {E} )\right]+{\frac {1}{\mu _{0}}}\left[({\boldsymbol {\nabla }}\cdot \mathbf {B} )\mathbf {B} -\mathbf {B} \times \left({\boldsymbol {\nabla }}\times \mathbf {B} \right)\right]-\varepsilon _{0}{\frac {\partial }{\partial t}}\left(\mathbf {E} \times \mathbf {B} \right)}
Utilizzando l'identità vettoriale:
{\displaystyle {\tfrac {1}{2}}{\boldsymbol {\nabla }}(\mathbf {A} \cdot \mathbf {A} )=\mathbf {A} \times ({\boldsymbol {\nabla }}\times \mathbf {A} )+(\mathbf {A} \cdot {\boldsymbol {\nabla }})\mathbf {A} }
i prodotti vettoriali scompaiono, e si ha:
{\displaystyle \mathbf {f} =\varepsilon _{0}\left[({\boldsymbol {\nabla }}\cdot \mathbf {E} )\mathbf {E} +(\mathbf {E} \cdot {\boldsymbol {\nabla }})\mathbf {E} \right]+{\frac {1}{\mu _{0}}}\left[({\boldsymbol {\nabla }}\cdot \mathbf {B} )\mathbf {B} +(\mathbf {B} \cdot {\boldsymbol {\nabla }})\mathbf {B} \right]-{\frac {1}{2}}{\boldsymbol {\nabla }}\left(\varepsilon _{0}E^{2}+{\frac {1}{\mu _{0}}}B^{2}\right)-\varepsilon _{0}{\frac {\partial }{\partial t}}\left(\mathbf {E} \times \mathbf {B} \right)}
Tutti i termini ad eccezione dell'ultimo possono essere scritti come la divergenza di un tensore {\displaystyle T} del secondo ordine:
{\displaystyle \mathbf {f} +\varepsilon _{0}\mu _{0}{\frac {\partial \mathbf {S} }{\partial t}}\,=\nabla \cdot T}
Il tensore degli sforzi di Maxwell permette di esprimere la precedente scrittura di {\displaystyle \mathbf {f} } in modo compatto:
{\displaystyle T_{ij}\equiv \varepsilon _{0}\left(E_{i}E_{j}-{\frac {1}{2}}\delta _{ij}E^{2}\right)+{\frac {1}{\mu _{0}}}\left(B_{i}B_{j}-{\frac {1}{2}}\delta _{ij}B^{2}\right)}